# 代夫尼亞市鎮

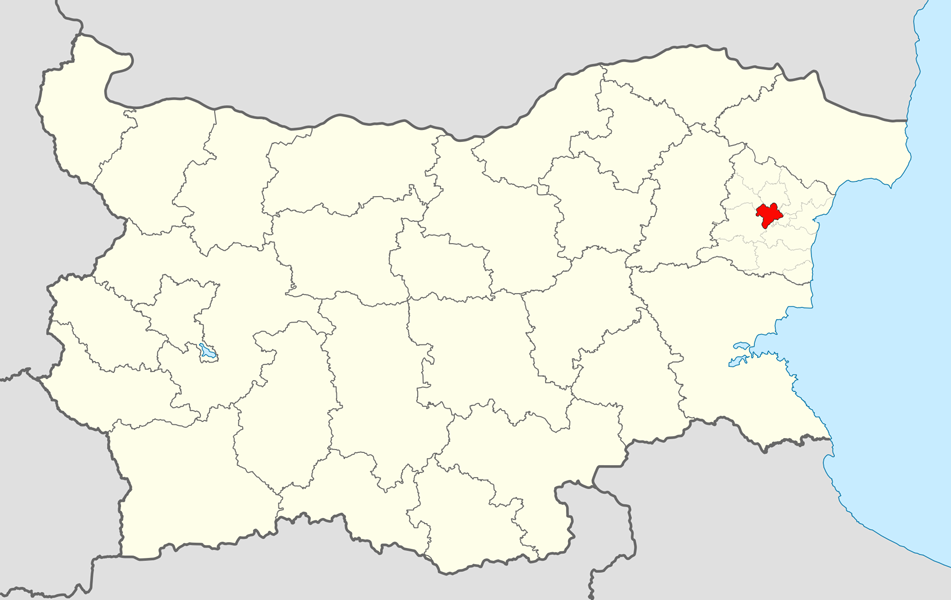

代夫尼亞市，是保加利亞的城鎮，位於該國東北部，由瓦爾納州負責管轄，首府設於代夫尼亞，面積101平方公里，2009年人口9,234，人口密度每平方公里91.43人。
43°13′N 27°35′E / 43.217°N 27.583°E